# Leandro N. Alem (kommunhuvudort)
Leandro N. Alem är en kommunhuvudort i Argentina.   Den ligger i provinsen Misiones, i den nordöstra delen av landet, 800 km norr om huvudstaden Buenos Aires. Leandro N. Alem ligger 296 meter över havet och antalet invånare är 25 404.
Terrängen runt Leandro N. Alem är platt. Leandro N. Alem är det största samhället i trakten.
I omgivningarna runt Leandro N. Alem växer huvudsakligen savannskog. Runt Leandro N. Alem är det ganska glesbefolkat, med 43 invånare per kvadratkilometer.